# Герой на Народна република България
„Герой на Народна република България“ е най-високото почетно звание в наградната система на Народна република България.

## Статут
Учредено е с указ от Президиума на VI Велико народно събрание на 15 юни 1948 г. Присъжда се от Държавния съвет на НРБ на български и чужди граждани за подвиг или заслуги, проявени при опазване на Народна република България и нейните съюзници.
На наградените лица се връчва знакът на званието „Златна звезда“, орден „Георги Димитров", грамота от Държавния съвет на НРБ и еднократно възнаграждение от 1500 лева. При удостояване втори и трети път със същото звание се връчва само медал „Златна звезда“ и орден „Георги Димитров“. На лауреатите повече от един път се издига бронзов бюст в родното им място, а ако са чуждестранни граждани – на място, определено от Държавния съвет на НРБ.

## Описание
Знакът на званието има форма на стилизирана петолъчна звезда с диаметър 34 мм. Върху реверса е изписано в 3 реда както следва „ГЕРОЙ / НА / НР БЪЛГАРИЯ“. Медалът се носи на червена лента, захваната върху правоъгълна пластина, от лявата страна на гърдите.
От 15 юни 1948 до 21 март 1991 г., когато с промяната на указ 1094 на VII Велико народно събрание наградната система на НРБ е съществено изменена, с почетното званието „Герой на Народна република България“ са удостоени 58 души.

## Лауреати
- Александър Александров (1988; космонавт, бриг.-ген.)
- Алексей Елисеев (1979; космонавт, СССР)
- Анатолий Соловьов (1988; космонавт, СССР)
- Антон Югов (1989; член на ПБ на ЦК на БКП и министър-председател, ген.-лейт.)
- Благой Пенев (1989; партизанин, началник на ГУСВ, ген.-полк.)
- Борис Попов (1989; партзанин, дипломат)
- Боян Българанов (1966, член на Политбюро на ЦК на БКП)
- Венко Марковски (1985; академик, поет, народен представител)
- Вера Начева (1989; партизанка, член на ЦК на БКП)
- Виктор Савиних (1988; космонавт, СССР)
- Владимир Стойчев (1978, 1982; председател на БОК, ген.-полк.)
- Владимир Топенчаров (1986; журналист, академик)
- Георги Георгиев (1977; ветроходец)
- Георги Иванов (1979; космонавт, ген.-лейт)
- Георги Караславов (1974; писател, академик)
- Георги Танев (1986; министър на МВР, ген.-майор)
- Георги Трайков (1968; председател на ПП на БЗНС и председател на Народното събрание)
- Георги Чанков (1987; член на Политбюро на ЦК на БКП)
- Гриша Филипов (1989, член на Политбюро на ЦК на БКП и министър-председател)
- Груди Атанасов (партизанин, член на ЦК на БКП, посланик)
- Димо Дичев (1972; член на ЦК на БКП, началник на Държавна сигурност)
- Димитър Стоянов – (1989, министър на вътрешните работи, член на ЦК на БКП, ген. полк.)
- Добри Джуров (1976; член на Политбюро на ЦК на БКП и министър на народната отбрана, арм. генерал)
- Драгой Коджейков (1971; профсъюзен деец)
- Елисавета Багряна (1983; поетеса)
- Енчо Стайков (1971?; член на ЦК на БКП)
- Захари Захариев (1974; заместник-министър на народната отбрана 1954 – 1956, ген.-полк.)
- Иван Араклиев (1988; партизанин, член на ЦРК при ЦК на БКП)
- ген. Иван Иванов (1978; партизанин, лекар, професор)
- Иван Михайлов (1967; вицепремиер, арм.-ген.)
- Йордан Гюлемезов (1970; член на ЦК на БКП и на ЦС на профсъюзите)
- Камен Зидаров (1982; драматург, поет)
- Карло Луканов (член на ЦК на БКП и вицепремиер)
- Кирил Видински (1985, партизанин, военен деец, генерал)
- Константин Черненко (1984; генерален секретар на ЦК на КПСС)
- Крум Радонов (1982; български офицер и военен деец, ген.-лейт.)
- Ламбо Теолов (1989; партизанин,  дипломат)
- Леонид Брежнев (1973, 1976, 1981; генерален секретар на ЦК на КПСС, маршал на Съветския съюз)
- Мишо Мишев (1981; партизанин, председател на профсъюзите, ген.-лейт.)
- Младен Исаев (22 септември 1982; поет, преводач и политик)
- Никита Хрушчов (1964; генерален секретар на ЦК на КПСС)
- Никола Рачев (1983; партизанин, деец на БКП, ген.-лейт)
- Никола Янев (1977; партизанин, деец на БКП)
- Николай Рукавишников (1979; космонавт, СССР)
- Пеко Таков (1979; член на ЦК на БКП и заместник-председател на Държавния съвет)
- Петър Георгиев (1971; партиен журналист)
- Петър Панчевски (1972; военен министър, арм. генерал)
- Рада Тодорова (1982; член на ЦК на БКП)
- Рубен Аврамов (1980; секретар на ЦК на БКП и министър)
- Сава Гановски (1967; партизанин, член на ЦК на БКП, академик)
- Славчо Трънски (1979; партизанин, деец на БКП, ген.-полк.)
- Стою Неделчев-Чочоолу (1978; партизански командир, военен, ген.-майор)
- Стоян Караджов (1985; деец и член на ЦК на БКП)
- Стоян Тончев (1982, деец на БЗНС, министър на съобщенията)
- Тодор Живков (1971, 1981; генерален секретар на ЦК на БКП и председател на Държавния съвет)
- Тодор Павлов (1970; политик и деец на БКП, академик)
- Фьодор Толбухин (1979 или 1981; маршал на Съветския съюз, посмъртно)
- Христо Проданов (1984; алпинист, посмъртно)
- Цола Драгойчева (1968; член на Политбюро на ЦК на БКП и министър)
- Юрий Андропов (1983; генерален секретар на ЦК на КПСС, арм.-ген.)
- Янко Марков (1989; секретар на Постоянното присъствие на БЗНС, член на Държавен съвет на НРБ)